# Calanthe dominyi
Calanthe dominyi är en orkidéart som beskrevs av John Lindley. Calanthe dominyi ingår i släktet Calanthe och familjen orkidéer. Inga underarter finns listade i Catalogue of Life.